# Jean Thompson
Pour les articles homonymes, voir Thompson.
C. Jean Thompson (née en 1940) est une statisticienne néo-zélandaise qui a été présidente de la New Zealand Statistical Association de 1991 à 1993.

## Formation et carrière
Parce qu'elle est une fille, Thompson se voit empêchée d'étudier les mathématiques au lycée. Lorsqu'elle peut étudier la physique, en dernière année, elle a les meilleures notes de son école. À l'université, elle veut étudier les statistiques, mais il n'y a pas de programme dans cette matière, alors elle suit un enseignement en mathématiques et en physique et obtient sa licence. Elle travaille au Département de la recherche scientifique et industrielle de Nouvelle-Zélande (en), dans la division de mathématiques appliquées. Elle y apprend les statistiques sur le tas et utilise un Elliott 503 (en), le premier ordinateur scientifique en Nouvelle-Zélande, pour effectuer ses analyses.

## Travaux
En tant que présidente de la New Zealand Statistical Association (NZSA), elle profite de la célébration du centenaire du droit de vote féminin en 1993 pour recueillir et afficher des documents sur les femmes dans les statistiques en Nouvelle-Zélande qui ont ensuite été rassemblés dans un livre, Women with Maths - Making a difference, . 
Les publications de Jean Thompson pour la Division des mathématiques appliquées concernent des sujets allant des tremblements de terre à l'horticulture. La Division de mathématiques appliquées a disparu lors de la restructuration du Département de la recherche scientifique et industrielle en 1992. Jean Thompson travaille ensuite pour le New Zealand Council for Educational Research (Conseil néo-zélandais pour la recherche en éducation), où elle est co-auteure de plusieurs livres sur l'éducation. 
Elle s'est également intéressée à l'effet Flynn et à l'évolution des scores aux tests calculant un quotient intellectuel.

## Hommages
Elle est sélectionnée parmi les 150 femmes scientifiques néo-zélandaises à l'occasion du 150e anniversaire de la Société royale de Nouvelle-Zélande. 